# Palaeorhiza purpureoventris
Palaeorhiza purpureoventris är en biart som beskrevs av Hirashima 1975. Palaeorhiza purpureoventris ingår i släktet Palaeorhiza och familjen korttungebin. Inga underarter finns listade i Catalogue of Life.